# 三趾啄木鸟

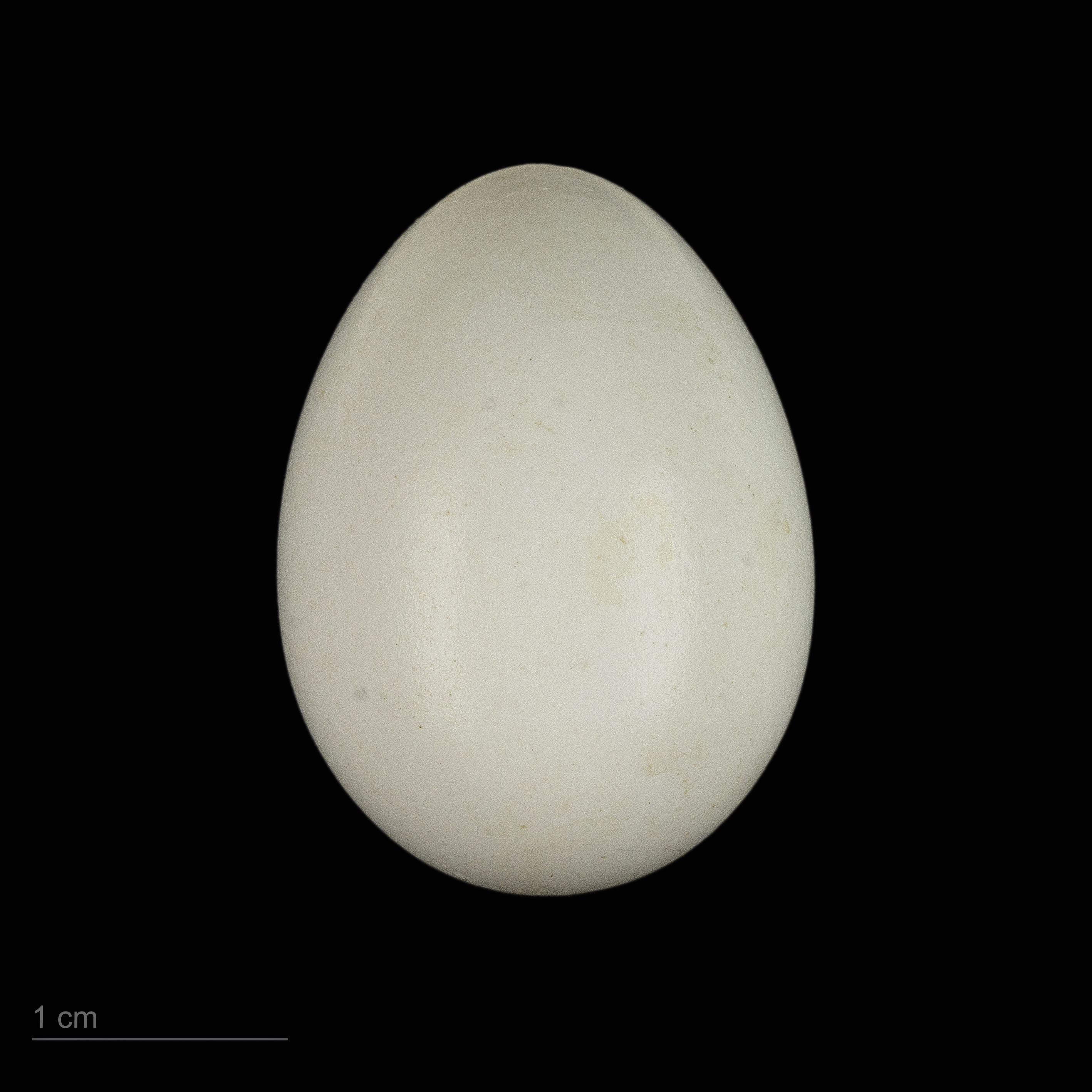
卵 Picoides tridactylus

三趾啄木鸟（学名：Picoides tridactylus）为啄木鸟科啄木鸟属的鸟类，遍布欧亚大陆和美洲。该物种的模式产地在瑞典。
成年鸟为21.5-24公分。

## 亚种
三趾啄木鸟包括以下亚种：
- （学名： Stejneger, 1885）
- （学名： C. L. Brehm, 1831）
- （学名： (Reichenbach, 1854)）
- 三趾啄木鸟西南亚种（学名： J. Verreaux, 1870）。在中国大陆，分布于青海、甘肃、四川、云南、西藏等地。该物种的模式产地在四川。[4]
- （学名： Yamashina, 1943）
- （学名： Yamashina, 1930）
- 三趾啄木鸟天山亚种（学名： Buturlin, 1907）。在中国大陆，分布于新疆等地。该物种的模式产地在新疆。[5]
- 三趾啄木鸟指名亚种（学名： Buturlin, 1907）。在中国大陆，分布于内蒙古、东北等地。该物种的模式产地在瑞典。[6]

## 外部連結
- 三趾啄木鸟的图片
- Naturlichter上的圖片（页面存档备份，存于）